# Rubus geminatus
Rubus geminatus — вид квіткових рослин з родини трояндових (Rosaceae). Ареал: Східна Німеччина (Баварія, Саксонія, Тюрингія), Південно-Західна Польща, Північна Чехія.